# Bindal
Bindal est une municipalité du comté de Nordland en Norvège. Elle fait partie de la région du Namdalen.

## Localités
- Åbygda
- Bindalseidet
- Holm
- Lysfjord (65° 07′ 00″ N, 12° 06′ 00″ E)
- Nordhorsfjord (65° 07′ 00″ N, 12° 00′ 00″ E)
- Skjelsviksjøen (65° 11′ 00″ N, 12° 16′ 00″ E)
- Sørhorsfjord (65° 06′ 00″ N, 11° 59′ 00″ E)
- Terråk (65° 05′ 00″ N, 12° 25′ 00″ E)